# Maria-Hilf-Kapelle (Andermatt)

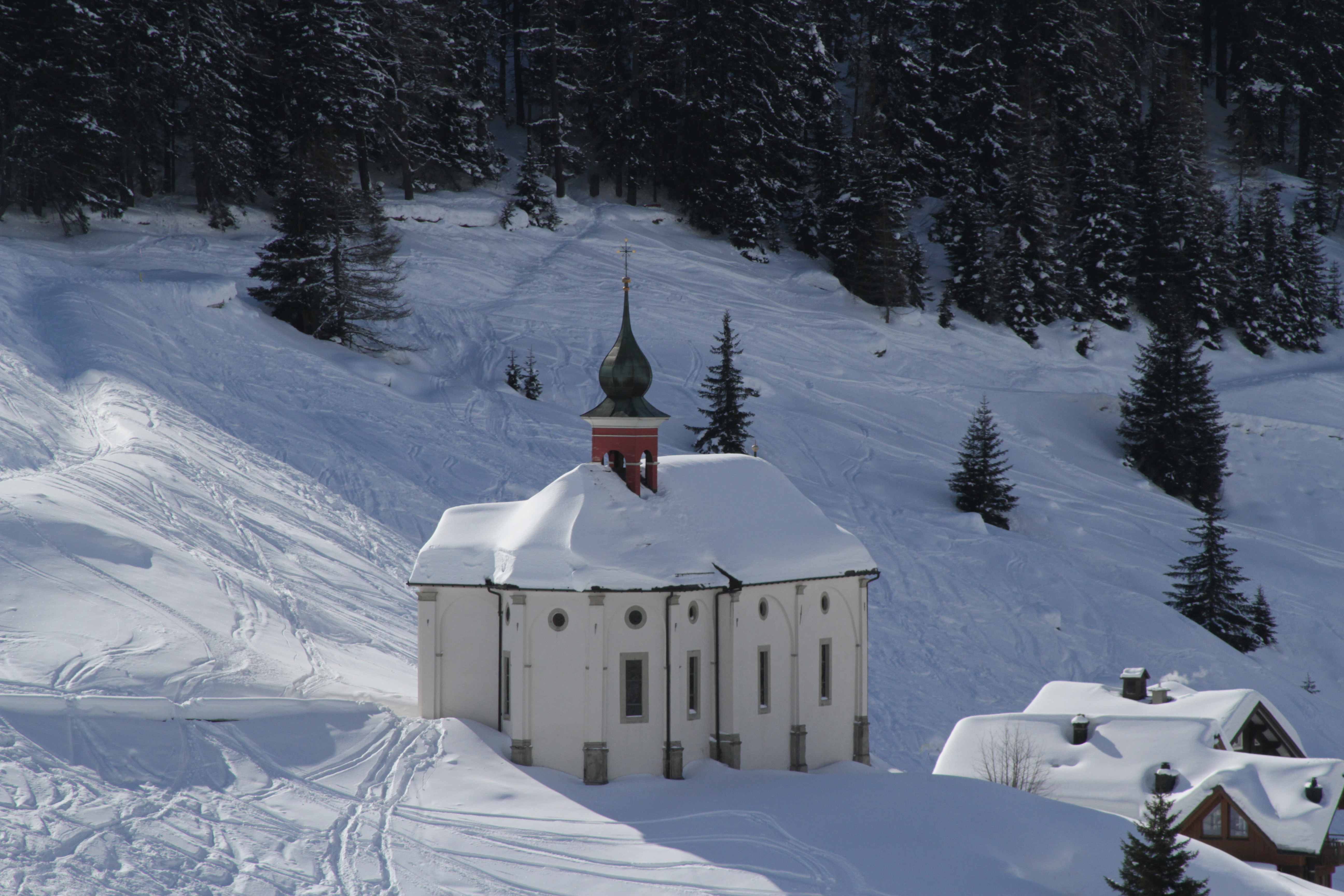
Wallfahrtskapelle Maria Hilf in Andermatt

Die Wallfahrtskapelle Maria Hilf wurde 1735/1736 in Andermatt im Kanton Uri errichtet.

## Geschichte
Anfang des 18. Jahrhunderts entstand in Andermatt die Tradition der Marienwallfahrten. Dazu wurde anfangs zum Schutz vor den Lawinen ein Maria-Hilf-Bild am Rand des Gurschenwaldes aufgestellt. Eine kleine Kapelle wurde 1723/1724 errichtet. Die wachsende Teilnehmerzahl von Wallfahrtsteilnehmern zum Gnadenbild Maria Hilf führte 1735/1736 zum Bau der heutigen Kapelle, die 1744 der Churer Bischof Joseph Benedikt von Rost weihte. Der Baumeister war vermutlich der Andermatter Johann Sebastian Schmid. Vorbild war wohl die Kapelle St. Karl in Hospental, die sein Vater Bartholomäus 1719 gebaut hatte. In den Jahren 1908 und 1989/1990 liess die Gemeinde aufwändige Renovierungen an dem Gotteshaus durchführen.

## Beschreibung

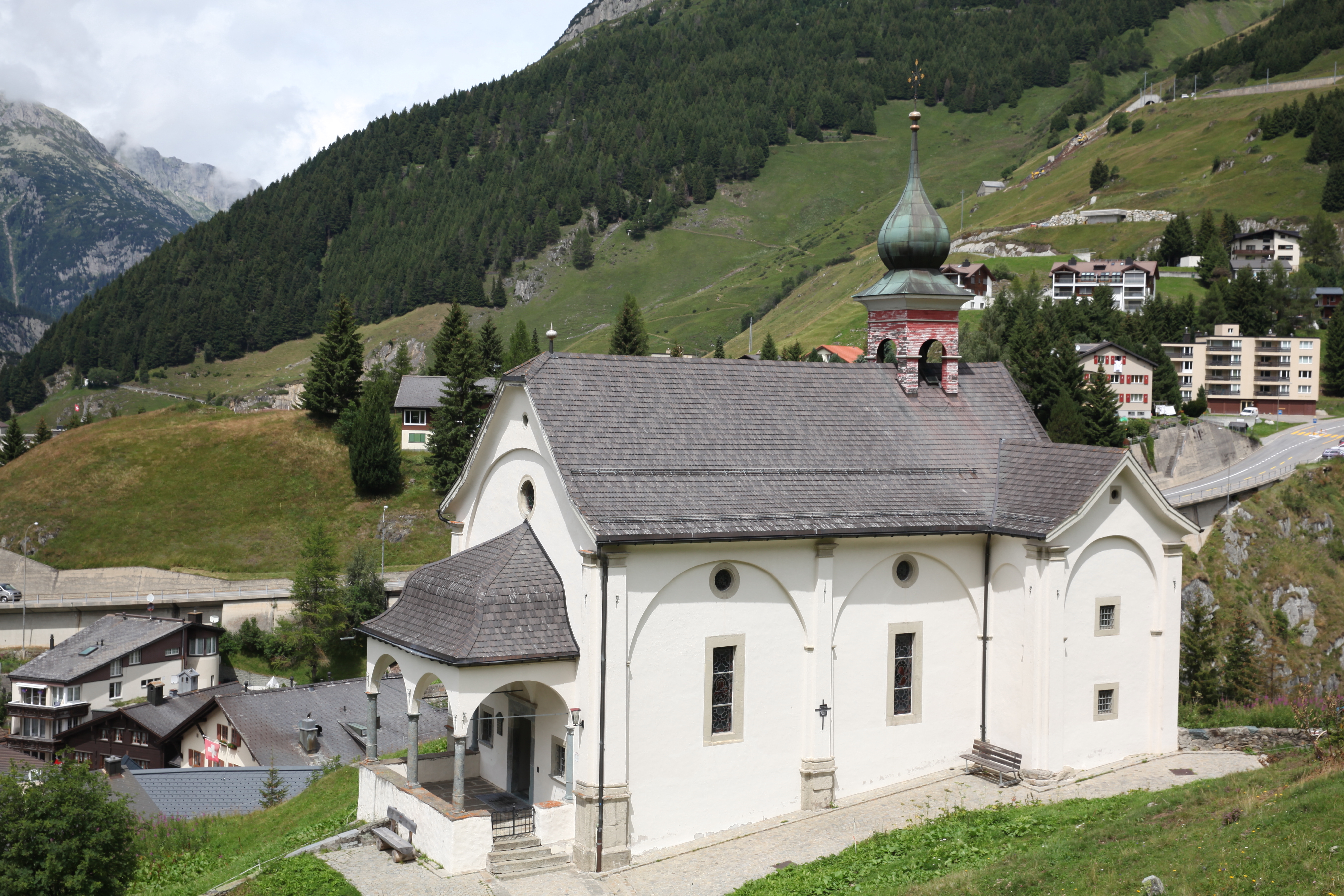
Süd-West Ansicht

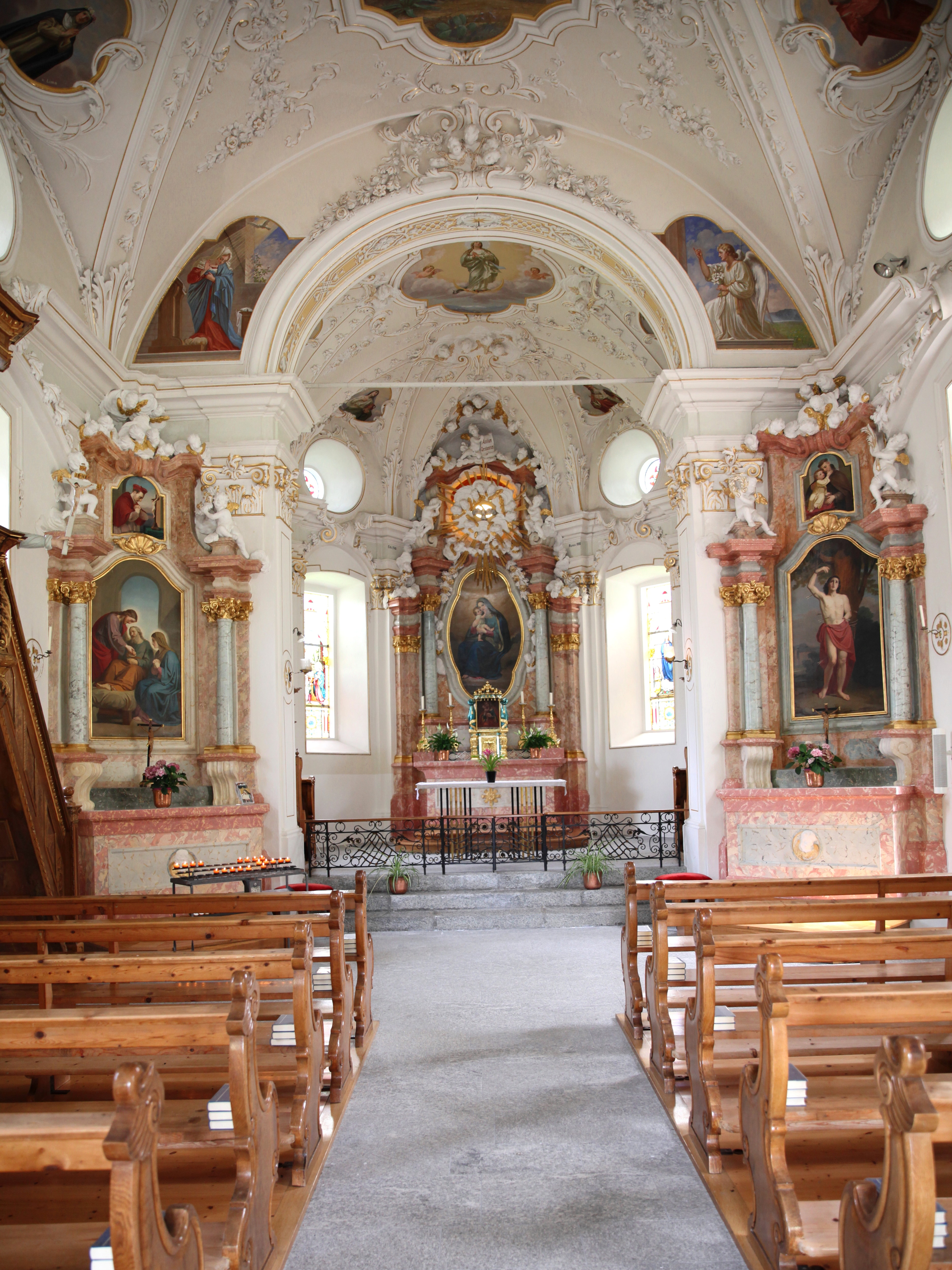
Innenraum

Die Kapelle steht in exponierter Lage am Hang unterhalb des Gurschen direkt über dem Andermatter Ortszentrum. Blendarkaden auf toskanischen Pilastern auf hohen Sockeln gliedern die Fassade. Das graue Satteldach trägt am östlichen Ende einen offenen Dachreiter mit einer Zwiebelkuppel. Die Fenster- und Türrahmen bestehen aus lokalem Serpentinit. An der Westseite befindet sich eine Vorhalle mit einem geschweiften Vordach und einem Kreuzgratgewölbe, das von toskanischen Säulen getragen wird.
Die Kirche hat ein einschiffiges Langhaus mit zwei Jochen und einen eingezogenen Chor mit einem polygonalen Schluss. Der Innenraum des Kirchenschiffes wird von einem Tonnengewölbe mit Gurtbögen und Stichkappen überspannt. Die Innenraumwände gliedern Pilaster mit profilierten, umlaufenden Kranzgesimsen. Blendarkaden befinden sich zwischen den Pfeilern. Der Chorraum ist ähnlich dem Langhaus gestaltet. Er hat aber eine Halbkugel mit Stichkappen als oberen Abschluss. Stuckornamente als Blattvoluten, Blütengirlanden und Bandwerk ausgebildet, verzieren die Decken- und Wandflächen.
Die Deckmalereien sind Werke aus dem Jahr 1908 und stammen von Josef Heimgartner. In geohrten Kartuschen zeigt das zentrale Bild im westlichen Joch die Darbietung Marias im Tempel und im zweiten Joch Mariä Heimsuchung. Darstellungen der Heiligen Johannes von Damaskus und Bonaventura befinden sich auf den rechten seitlichen Stichkappen, von den heiligen Veronica Giuliani und Rosa von Lima auf den linken Stichkappen. Kartuschen an der Chorbogenwand stellen Maria und den Verkündigungsengel Gabriel dar. Im Chorraum befindet sich im Hauptgemälde eine Immaculata, schützend über dem Urserental und Andermatt dargestellt. Die Stichbogenkappen zeigen die Heiligen Kyrill von Jerusalem, Papst Pius IX., Verena und Kunigunde. Die Glasfenster im Langhaus sind mit Darstellungen der vier Evangelisten und im Chorraum mit weiteren Szenen des Marienlebens bemalt.

## Ausstattung

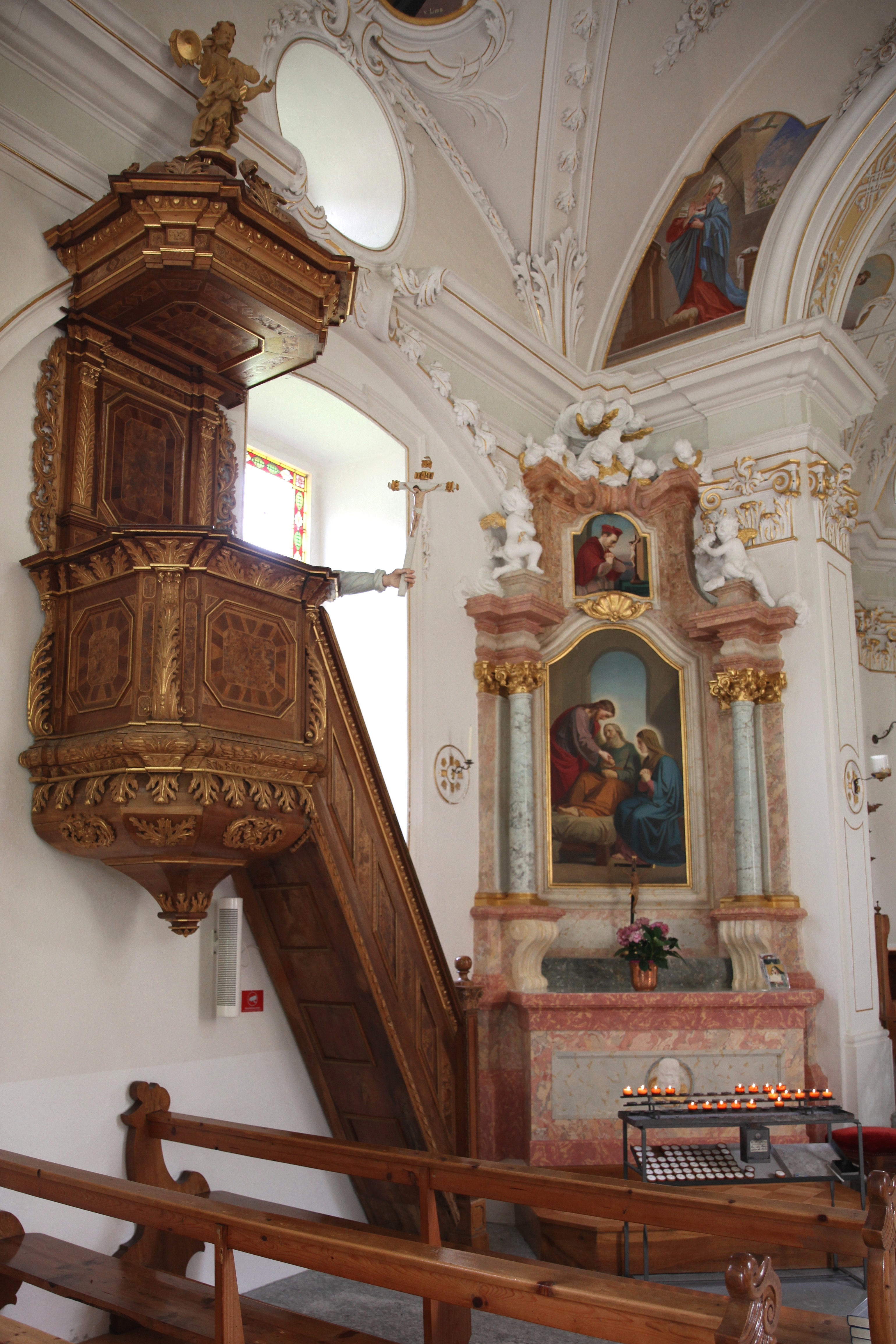
Kanzel und linker Seitenaltar

Der in die Chorrückwand integrierte Hochaltar besteht aus Stuckmarmor. Auf einer schlichten Mensa befinden sich ein freistehender Tabernakel in Gold- und Türkistönen und darüber unter einem Baldachin ein Gemälde, das eine Madonna mit Kind nach dem Innsbrucker Gnadenbild Mariahilf von Lucas Cranach zeigt. Das Altarbild, ein ovales Medaillon mit einer Madonnendarstellung aus dem Jahr 1908, wird von seitlich von je einer Säule und oben durch einen Strahlenkranz und die Heiliggeisttaube eingerahmt.
Die beiden Seitenaltäre sind ähnlich dem Hochaltar gestaltet. Der linke Seitenaltar zeigt im Altarblatt den Tod Josefs und im Auszug den heiligen Johann Nepomuk. Der rechte Seitenaltar hat im Altarblatt eine Darstellung des Martyrium des heiligen Sebastian und darüber im Auszug eine des heiligen Franziskus.
Schnitzereien, Einlegearbeiten und Goldornamente verzieren die im Grundriss quadratische Kanzel aus Holz an der nördlichen Langhausseite. Der Korb hat schräge Ecken mit vorgestellten Pfeilern und Akanthusblätter als Verzierung. Auf dem Schalldeckel mit seinem mehrfach profilierten Gesims befindet sich ein Posaunenengel. Die Westwand der Kirche schmücken eine barocke Darstellung des von Engeln getragenen Gnadenbildes und Heiligengemälde.